# Ethelda Bleibtrey
Ethelda Bleibtrey, née le 27 février 1902 à Waterford (New York) et morte le 6 mai 1978 à West Palm Beach (Floride), est une nageuse américaine.
Elle est la première nageuse américaine sacrée championne olympique, ayant remporté trois médailles d'or aux Jeux olympiques d'été de 1920 en 100 mètres nage libre, 300 mètres nage libre et en 4 × 100 mètres nage libre. Elle est tenante du record du monde de natation dames du 100 mètres nage libre de 1920 à 1923 avec un temps de 1 min 13 s 6.
Bleibtrey est membre de l'International Swimming Hall of Fame depuis 1967.